# Takuya Ito
Takuya Ito (伊藤 卓弥 Itō Takuya?,  nacido el 30 de diciembre de 1976 en Kanagawa) es un exfutbolista japonés. Jugaba de guardameta y su último club fue el Cerezo Osaka de Japón.

## Trayectoria

### Clubes
| Club             | País  | Año         |
| ---------------- | ----- | ----------- |
| Yokohama Marinos | Japón | 1995 - 1997 |
| Cerezo Osaka     | Japón | 1998 - 1999 |

## Palmarés

### Títulos nacionales
| Título    | Club             | País  | Año  |
| --------- | ---------------- | ----- | ---- |
| J1 League | Yokohama Marinos | Japón | 1995 |